# Lara (Wenezuela)
Lara (hiszp. Estado  Lara) – jest jednym z 23 stanów Wenezueli. Stolicą stanu Lara jest miasto Barquisimeto.
Stan Lara zajmuje powierzchnię 19 800 km² i liczy 1 774 867 mieszkańców (2011). Dla porównania, w 1970 było ich 578,4 tys.
Powierzchnia stanu pokryta wyżynami i górami. Część upraw sztucznie nawadnianych; do kultywowanych roślin należy kukurydza, agawa sizalowa, trzcina cukrowa, bawełna, rośliny strączkowe, kawowiec, bananowiec; hoduje się bydło, kozy, trzodę chlewną. Przez stan Lara przebiega Autostrada Panamerykańska.
Znajdują się tu Park Narodowy Cerro Saroche oraz części Parku Narodowego Yacambú, Parku Narodowego Terepaima, Parku Narodowego El Guache i Parku Narodowego Dinira.

## Gminy i ich siedziby
- Andrés Eloy Blanco (Sanare)
- Crespo (Duaca)
- Iribarren (Barquisimeto)
- Jiménez (Quibor)
- Morán (El Tocuyo)
- Palavecino (Cabudare)
- Simón Planas (Sarare)
- Torres (Carora)
- Urdaneta (Siquisique)